# Хокон I
Хокон I наричан Добрия (на норвежки: Håkon Adalsteinsfostre и Håkon den gode), (ок.920 – 961), е един от по-младите синове на Харал Прекраснокосия и неговата наложница Тора Мостерстонг. Принадлежи към династията Хардради. Според скандинавските саги Хокон се родил, когато баща му бил вече около 70-годишен.
Изпратен в двора на английския крал Етелстан съгласно сключения от баща му мирен договор, Хокон бил възпитаван като християнин. Когато починал баща му в 933 г. и властта преминала към по-големия му брат Ейрик Кървавата брадва, Хокон се завърнал в Норвегия начело на наемна войска и кораби, с които го снабдил Етелстан, а успял да събере и значителни норвежки сили, тъй като брат му се ползвал с име на жесток човек и голяма част от местните ярлове предпочели да подкрепят в междуособната война Хокон, още повече, че той им обещал да им намали данъците. В 934 г. Ейрик Кървавата брадва е свален от трона и е принуден да напусне Норвегия.
В дългото си управление Хокон прави безуспешен опит да въведе християнството, но среща силна съпротива сред благородниците и се отказва. В битката при Фитяр в 961 г. срещу синовете на Ейрик Кървавата брадва Хокон Добрия е смъртоносно ранен и независимо, че армията му разгромява войските им, Хокон умира от раните си. Понеже Хокон нямал деца, смъртта му дава възможност на третия син на Ейрик Кървавата брадва Харалд II Сивия плащ да се възкачи на престола.